# Claudio Pozzoli
Claudio Pozzoli (Milano, 22 settembre 1942) è uno scrittore e saggista italiano.

## Biografia
Nato da padre italiano e madre svizzera, ha vissuto per vent’anni in Germania dove ha frequentato il liceo e l'università. Ha studiato filosofia, sociologia e storia sociale a Heidelberg, Francoforte e Marburg, con Theodor W. Adorno, Jürgen Habermas e Wolfgang Abendroth. 
Esperto di storia sociale e sociologia, ha collaborato con l'editore S. Fischer Verlag di Francoforte, per il quale ha curato una collana di volumi di storia ed ha diretto la raccolta Annali di storia sociale e con l'editore Suhrkamp Verlag, pure di Francoforte. 
In Italia ha collaborato con alcuni settimanali tra cui L'Espresso, L'Europeo, ed i quotidiani La Stampa e Corriere della Sera, scrivendo articoli e saggi riguardanti particolarmente l’area culturale di lingua tedesca. Ha pubblicato Germania, verso una società autoritaria (Laterza 1968).
Ha poi scritto il volume Vita di Martin Lutero (Rusconi 1983) con il quale ha vinto il Premio Viareggio “Opera Prima” nel 1984.
Successivamente ha pubblicato due manuali di videoscrittura: Scrivere con il computer il primo manuale italiano di videoscrittura (Arnoldo Mondadori Editore 1984) e Come scrivere una tesi di laurea, con il computer (Rizzoli 1986); è invece del 1992 il saggio L’Utopia possibile, per una critica della follia politica (Rusconi)..
Nel periodo dal 1990 al 1994 ha curato alcune antologie di scritti di e su Friedrich Nietzsche come  Nietzsche nei ricordi e nelle testimonianze dei contemporanei (Rizzoli 1990), Breviario (Rusconi, 1993) ed altri.
Per l'Editore Piemme, nel 1995 ha curato la collana Viaggi nella Storia nella quale ha personalmente scritto e pubblicato Lutero, un incontro immaginario (1994) e Freud, un incontro possibile (1995).

## Opere
- Claudio Pozzoli, Germania, verso una società autoritaria, Bari, Laterza, 1968.
- Claudio Pozzoli, Vita di Martin Lutero, Milano, Rusconi, 1983, ISBN 8818239198.
- Claudio Pozzoli, Scrivere con il computer, Milano, Mondadori, 1984.
- Claudio Pozzoli, Scrivere con il computer, Milano, Bompiani, 1986.
- Claudio Pozzoli, Come scrivere una laurea con il computer, Milano, Rizzoli, 1986, ISBN 9788817123884.
- Claudio Pozzoli, L’Utopia possibile: per una critica della follia politica, Milano, Rusconi, 1992, ISBN 8818010913.
- Claudio Pozzoli, Lutero, un incontro immaginario, Casale Monferrato, Piemme, 1994, ISBN 9788838422652.
- Claudio Pozzoli, Freud, un incontro possibile, Casale Monferrato, Piemme, 1995, ISBN 9788838423451.
- Claudio Pozzoli (a cura di), Nietzsche nei ricordi e nelle testimonianze dei contemporanei, Rizzoli, 1990, ISBN 9788817110303.